# Kościerzyna
Kościerzyna [kɔɕʨɛˈʒɨna]  (deutsch Berent; kaschubisch Kòscérzna) ist eine Stadtgemeinde in der polnischen Woiwodschaft Pommern. Die Stadt in der Kaschubei ist Sitz des Powiat Kościerski und der eigenständigen Landgemeinde Kościerzyna.

## Geographische Lage
Die Stadt liegt in der historischen Landschaft Pommerellen, im ehemaligen Westpreußen, etwa 30 Kilometer östlich von Bytów (Bütow in Hinterpommern) und 50 Kilometer südwestlich der Stadt Danzig.
Ein See östlich der Stadt ist der Ausgangspunkt des Flüsschens Wierzyca (Ferse), eines linken Nebenflusses der Weichsel.

## Geschichte

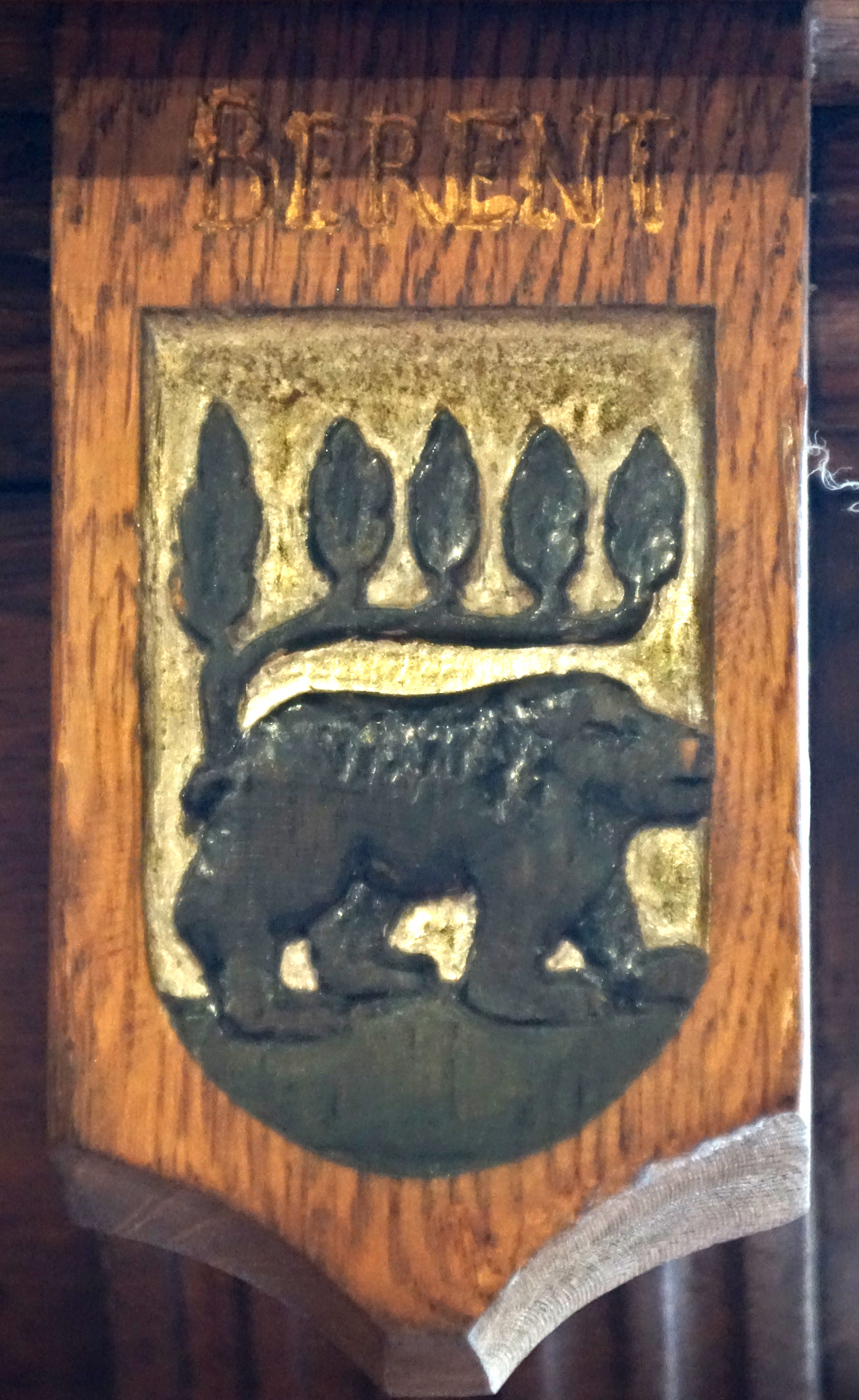
Wappen von Berent im Plenarsaal des altstädtischen Rathauses in Danzig

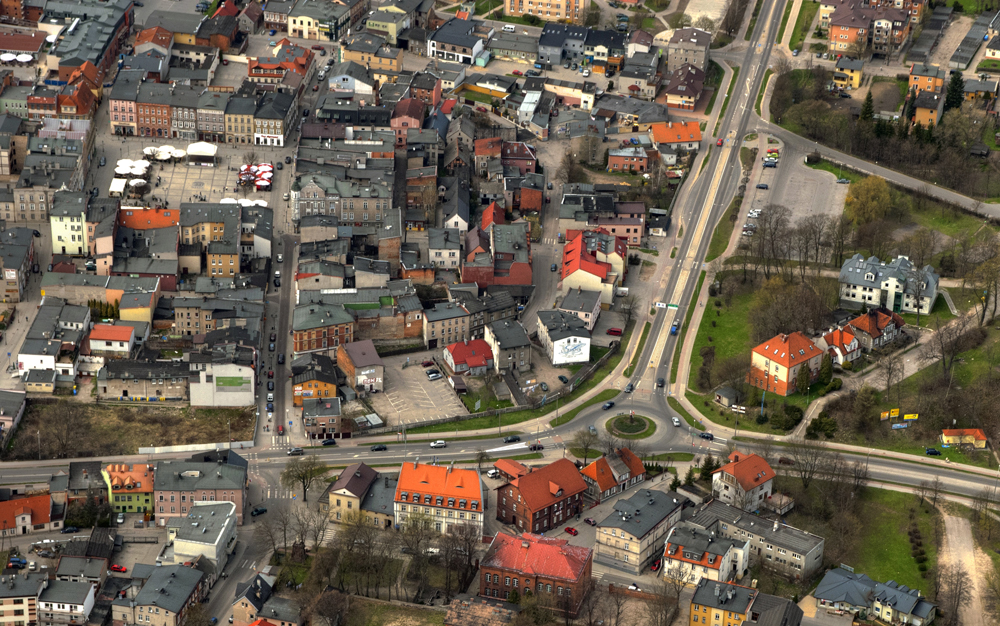
Teilansicht der Stadt aus der Vogelperspektive

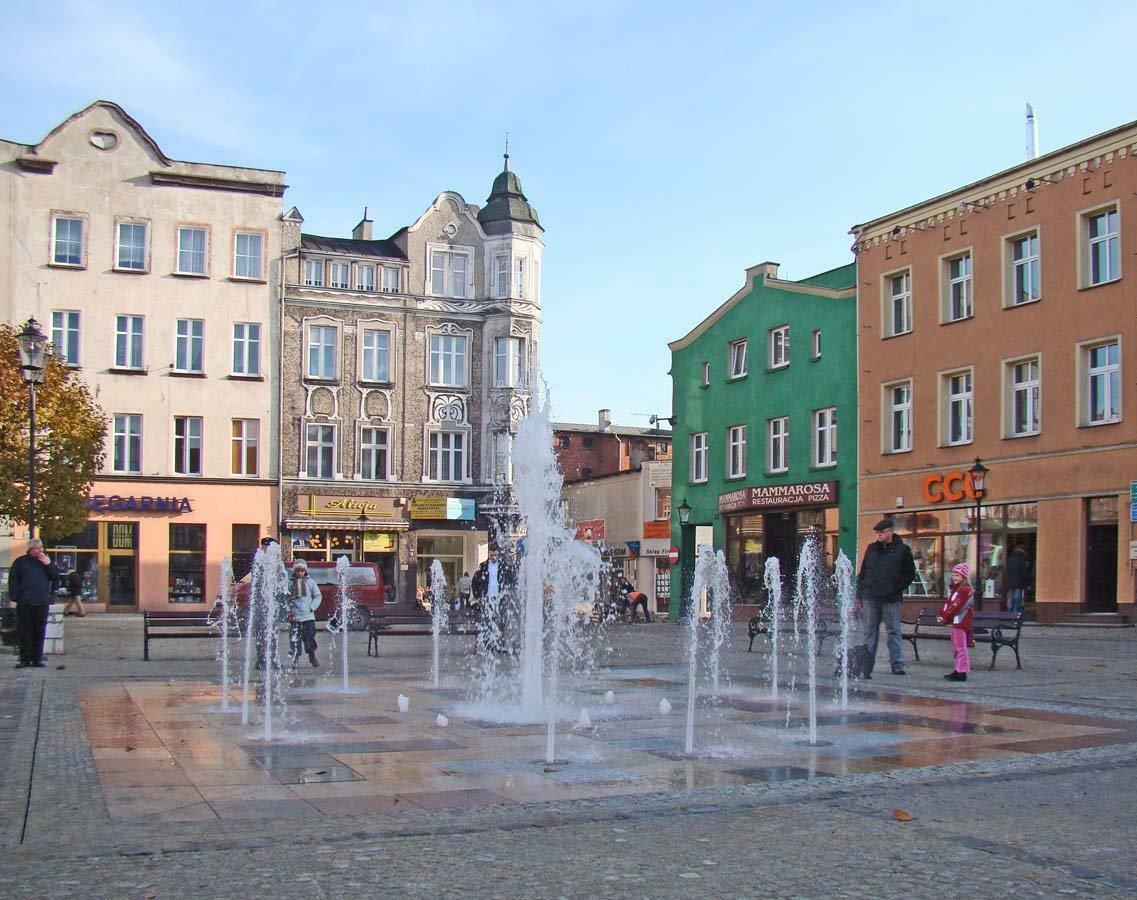
Brunnen im Stadtzentrum

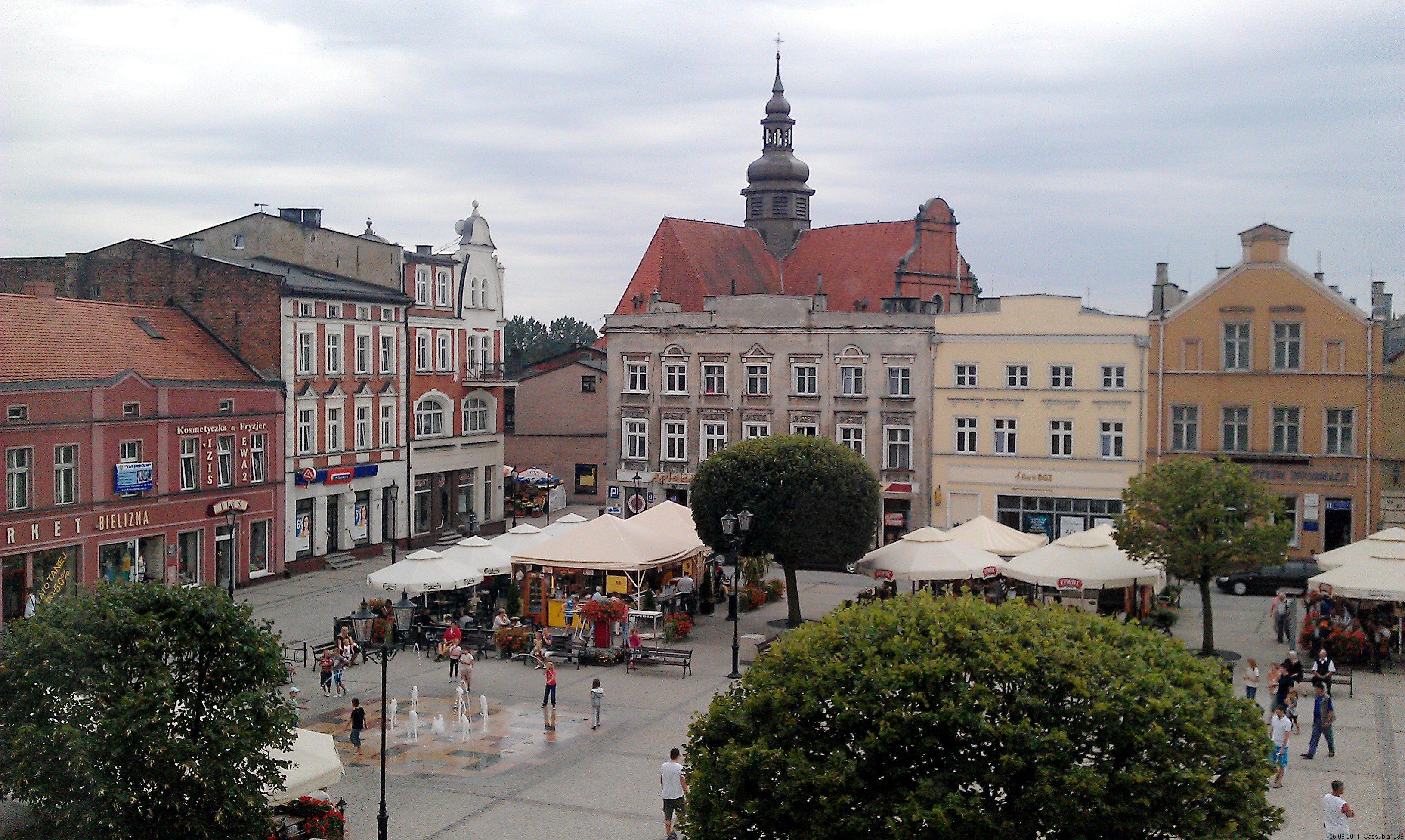
Marktplatz

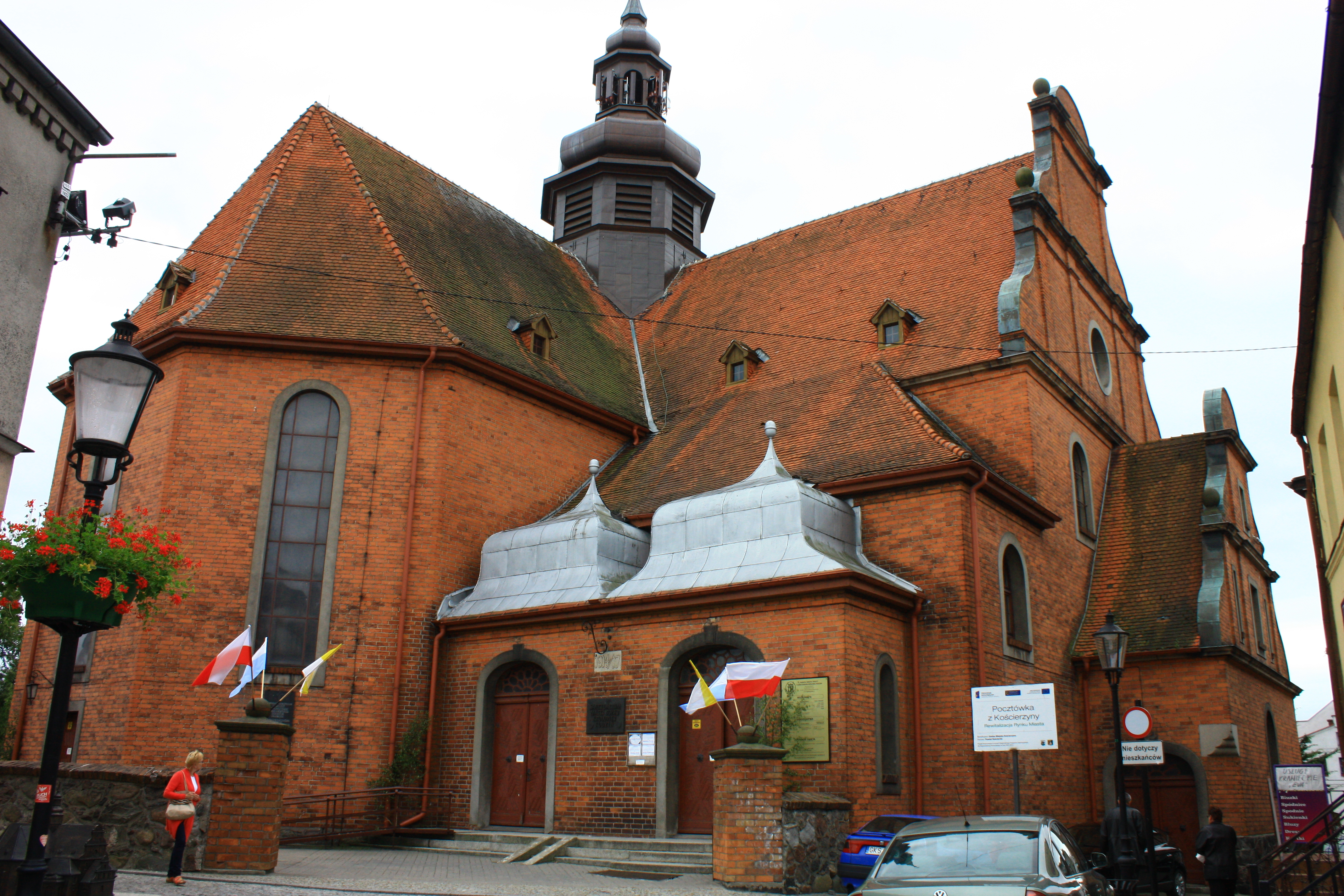
Dreifaltigkeitskirche

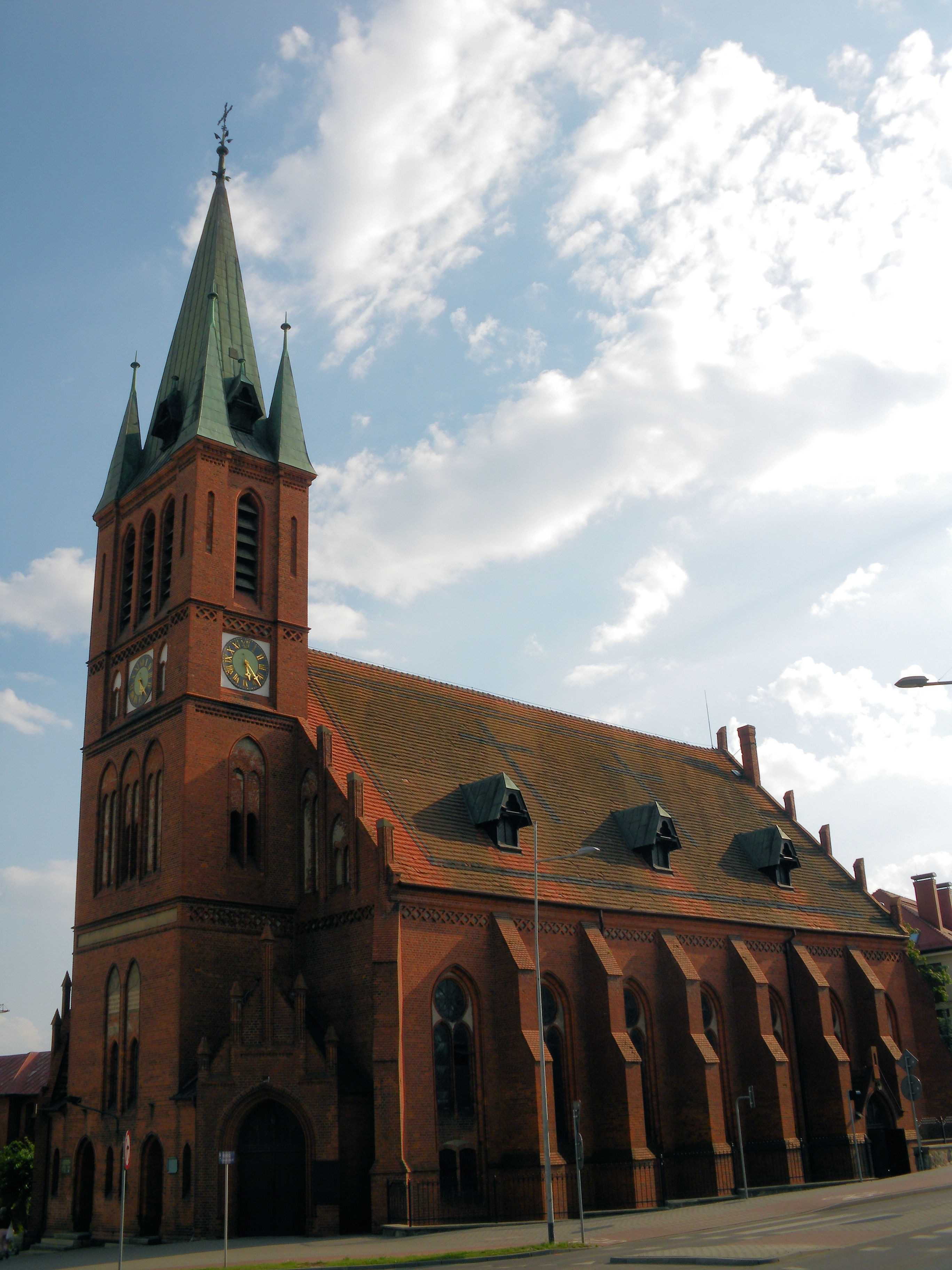
Auferstehungskirche in Kościerzyna

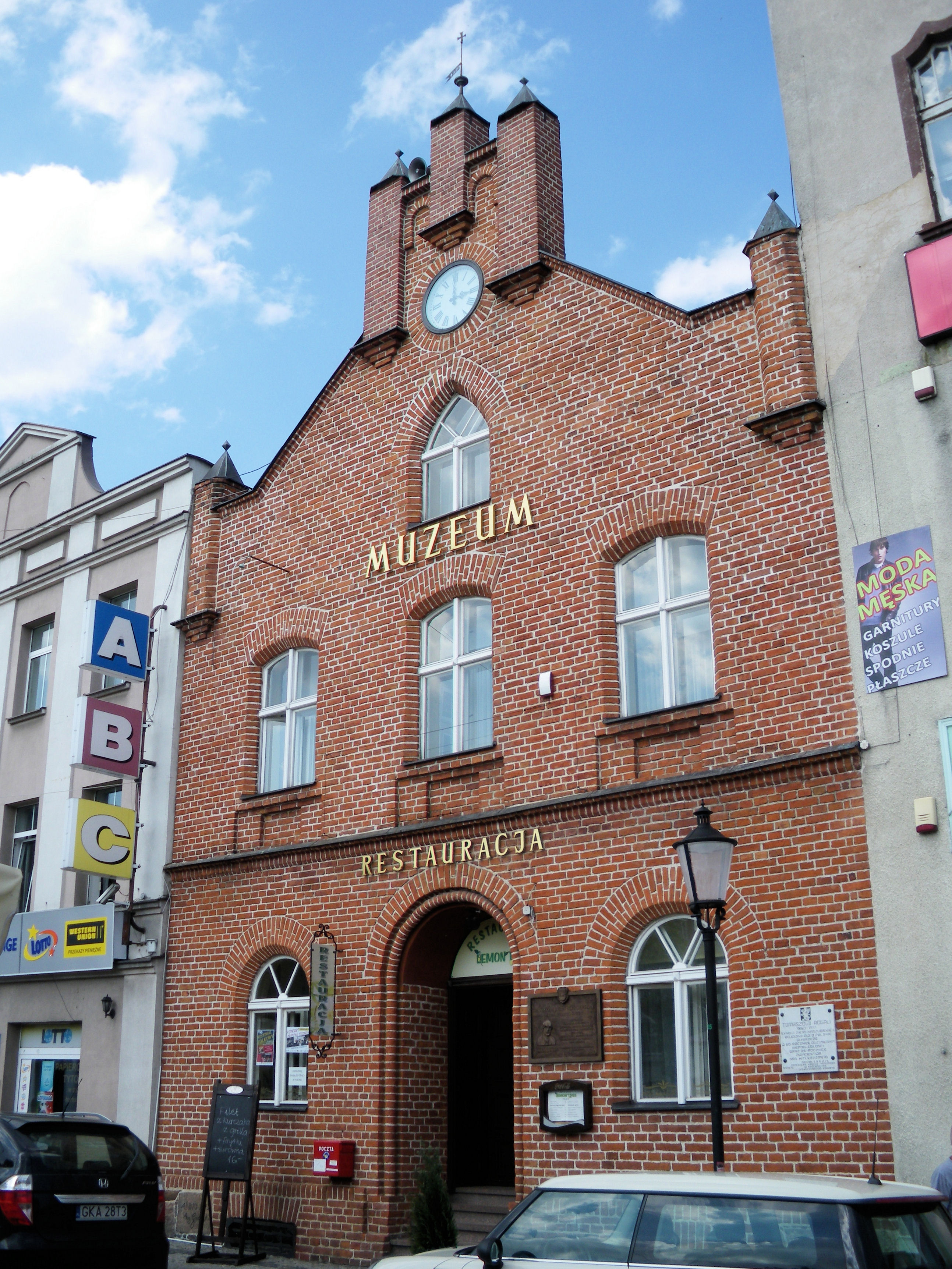
Altes Rathaus

### Mittelalter und Frühe Neuzeit
Bei der ersten urkundlichen Erwähnung im Jahr 1284 wurde der Ort Costerina genannt. Es handelte sich um eine Verleihung von 21 Orten im Lande Dirsoua (Dirschau) durch den ostpommerschen Herzogs Mestwin II. an Herzogin Gertrud, jüngste Tochter des Sambors II. von Dirschau.
Die Ortschaft gehörte seit 1308 zum Deutschordensstaat; eine aus dieser Zeit überlieferte Ortsbezeichnung lautet Bern.
In welchem Jahr Berent Stadtrecht bekam, ist unbekannt, da das Privilegium verlorengegangen ist. Auch das alte Stadtsiegel ist nicht erhalten. Der Name der Stadt könnte mit den Rittern von Beeren in Zusammenhang stehen, von denen der Orden den Nachbarort Bütow erworben hatte; das neue Stadtsiegel zeigt einen Bären.
Als sich im Dreizehnjährigen Krieg die Stände einiger preußischer Städte im Bündnis mit dem Königreich Polen gegen den Deutschen Orden erhoben, wurde Berent 1463 (anscheinend dem Orden ergeben) von einem polnischen Heer ausgeplündert und vollständig eingeäschert. Mitte des 15. Jahrhunderts gab es in der Stadt etwa 300 Häuser. Die Einwohner lebten zum größten Teil von der Landwirtschaft, aber auch vom Handwerk und dem Bierbrauen.
Von 1466 bis 1772 gehörte Berent dem autonomen Preußen Königlichen Anteils an, das sich freiwillig der Krone Polens unterstellt hatte, und gehörte darin zur Woiwodschaft Pommern. Bei der schwedischen Invasion Preußens Königlichen Anteils im Polnisch-Schwedischen Krieg 1626 brannte die Stadt ganz ab. Weitere Stadtbrände gab es 1646, 1663 und 1669 zum Teil und im Jahr 1709 wiederum vollständig.
Im Jahr 1772, nach der Ersten Teilung Polens, wurde die Stadt der neuen preußischen Provinz Westpreußen zugeordnet.

### 19. und 20. Jahrhundert
1818 wurde sie Sitz eines Landkreises. Die Stellung als Kreisstadt brachte dem Ort eine Belebung des Handels und des Handwerks. 1885 wurde Berent ans Eisenbahnnetz angeschlossen, mit einer Stichbahn, die in Hohenstein (Pszczółki) von der 1852 eröffneten Zweigstrecke Dirschau (Tczew)–Danzig der Preußischen Ostbahn abzweigte. Um die Wende vom 19. zum 20. Jahrhundert wurde eine befestigte Straße nach Danzig gebaut, was für den Handel ebenfalls bedeutend war. Um 1900 gab es in Berent eine evangelische Kirche, eine katholische Kirche, eine Synagoge, ein Progymnasium, ein Lehrerseminar, ein Amtsgericht und einige mittelständische Betriebe.
Bei den Reichstagswahlen 1907 und 1912 erhielt im Wahlkreis Berent/Preußisch Stargard (Landkreise Berent, Preußisch Stargard und Dirschau) die Polenpartei über 60 % der Stimmen. Im Preußischen Landtag wurde Berent in dieser Zeit durch den polnischen Abgeordneten Stanisław Bolesław Kostka vertreten.
Als nach dem Ersten Weltkrieg im Januar 1920 die Bestimmungen des Versailler Vertrages in Kraft traten und der Polnische Korridor durch deutsches Reichsgebiet verlegt wurde, kam Berent an Polen. Beim Überfall auf Polen wurde die Stadt am 2. September 1939 von der deutschen Wehrmacht besetzt, vom Deutschen Reich völkerrechtswidrig annektiert und dem Reichsgau Danzig-Westpreußen zugeordnet. Es kam zu Verfolgungen, Hinrichtungen von Ärzten, Lehrern und Geistlichen und Verschleppungen in Konzentrationslager. Untergrundaktivitäten gegen die Deutschen wurden vor allem von der Untergrundorganisation „Gryf Pomorski“ geführt.
Gegen Ende des Zweiten Weltkriegs wurde Berent am 8. März 1945 von der Roten Armee besetzt und wieder Teil Polens. Knapp 8000 Menschen lebten in dem Ort. Die deutsche Minderheit wurde größtenteils vertrieben.
Bei einer Verwaltungsreform 1975 verlor die Stadt ihre Stellung als Sitz eines Powiat, erhielt diese aber 1999 wieder.

### Bevölkerungsentwicklung bis 1945
| Jahr | Einwohner | Anmerkungen |
| ---- | --------- | --- |
| 1772 | 0602      | [ 9 ] |
| 1784 | über 600  | in 97 Häusern, überwiegend katholische Polen und einige deutsche protestantische Familien |
| 1802 | 0840      | [ 10 ] |
| 1810 | 0710      | [ 10 ] |
| 1816 | 0737      | davon 93 Evangelische, 544 Katholiken, 100 Juden |
| 1818 | 0796      | [ 11 ] |
| 1821 | 1318      | in 164 Privatwohnhäusern |
| 1831 | 1592      | vorwiegend Katholiken, einige protestantische Familien und Juden |
| 1852 | 2625      | [ 13 ] |
| 1867 | 4004      | davon 1305 Evangelische, 2268 Katholiken und 431 Juden |
| 1871 | 4136      | [ 14 ] |
| 1875 | 4138      | |
| 1880 | 4238      | [ 8 ] |
| 1890 | 4299      | davon 1322 Protestanten und 396 Juden (also ca. 2580 Katholiken), dabei 1700 Polen |
| 1900 | 4910      | mehrheitlich Katholiken |
| 1905 | 6207      | [ 7 ] |
| 1910 | 6474      | am 1. Dezember, davon 1994 Evangelische, 4116 Katholiken, 173 Juden, zwei Sonstige (2903 mit deutscher, 3096 mit polnischer, 286 mit kaschubischer Muttersprache, 189 Einwohner sprechen Deutsch und eine andere Sprache) |
| 1920 | 6500      | überwiegend Polen |
| 1943 | 8385      | [ 9 ] |

| Jahr      | 1960   | 1970   | 1980   | 1990   | 2000   |
| --------- | ------ | ------ | ------ | ------ | ------ |
| Einwohner | 10.900 | 15.100 | 18.664 | 22.663 | 23.722 |

## Partnerstädte
- Cölbe (Deutschland)
- Sanary-sur-Mer (Frankreich)

## Landgemeinde Kościerzyna
Die Landgemeinde Kościerzyna, zu der die Stadt selbst nicht gehört, umfasst eine Fläche von 310,15 km² und hat 16.196 Einwohner (Stand 31. Dezember 2020).

## Bauwerke
- Kirche der Heiligen Dreifaltigkeit, 1914 bis 1917 im neubarocken Stil errichtet
- Auferstehungskirche, erbaut von 1892 bis 1894 im neugotischen Stil mit 35 Meter hohem Turm, bis 1945 evangelisch, seitdem katholisch
- Altes Rathaus am Marktplatz, erbaut 1843/1844, jetzt Regionalmuseum

## Verkehr

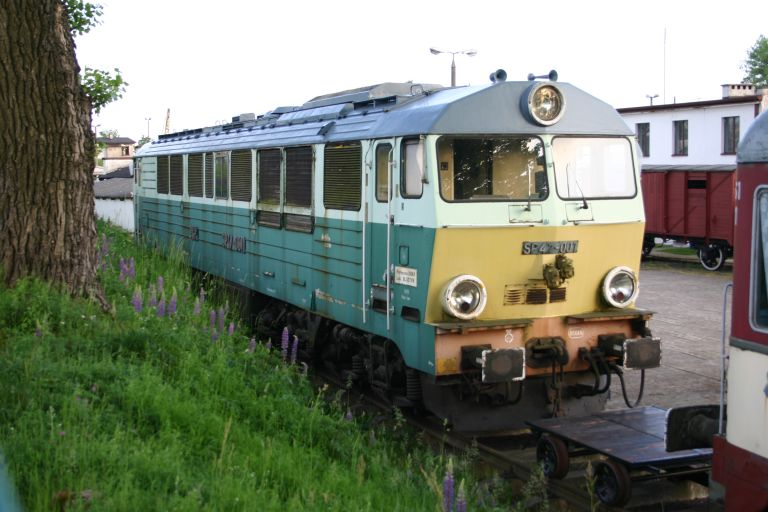
Diesellok SP47-001 im Eisenbahnmuseum Kościerzyna

Kościerzyna ist der Knotenpunkt der Bahnstrecken Nowa Wieś Wielka–Gdynia, Chojnice–Kościerzyna und ehemals Pszczółki–Kościerzyna.
Im ehemaligen Bahnbetriebswerk ist ein Eisenbahnmuseum eingerichtet. Dort ist neben verschiedenen deutschen und polnischen Lokomotiven auch ein ehemals in Danzig eingesetzter Berliner S-Bahn-Wagen zu sehen.
Der ÖPNV in Kościerzyna ist seit April 2015 kostenlos nutzbar. Kościerzyna war die erste Stadt in Pommern, die einen kostenlosen ÖPNV einführte.

## Söhne und Töchter der Stadt
- Graf Stanislaw Ernest Denhoff (1679–1728), Kongresschwertträger, Vizehetman von Litauen, Woiwode von Polozk und Konföderationsmarschall von Sandomir
- Karl Stein von Kaminski (1789–1872), Generalleutnant
- Gustav Stein von Kamienski (1791–1875), Generalmajor
- Arthur Johnson Hobrecht (1824–1912), Berliner Oberbürgermeister
- Abraham Lissauer (1832–1908), Arzt und Archäologe
- Franz von Tessen-Wesierski (1869–1947), katholischer Theologe
- Gustav Felix Flatow (1875–1945), Olympiasieger im Geräteturnen
- Aleksander Majkowski (1876–1938), kaschubischer Autor
- Max Bertling (1877–1960), Politiker (DNVP, NSDAP)
- Walther Böhm (1877–unbekannt), Pfarrer und Politiker
- Hugo Neumann (1882–1962), Jurist und Schriftsteller
- Kurt Singer (1885–1944), Neurologe, Musikwissenschaftler und Vorsitzender des Kulturbundes Deutscher Juden
- Lubomir Szopiński (1913–1961), Chorleiter
- Henryk Muszyński (* 1933), Erzbischof von Gniezno (Gnesen)
- Herbert Jess (* 1943), ehemaliger Botschafter
- Janusz Reiter (* 1952), ehemaliger polnischer Botschafter in Deutschland
- Jan Kulas (* 1957), Politiker und Sejm-Abgeordneter
- Marek Kulas (* 1963), Radrennfahrer
- Patryk Dobek (* 1994), Leichtathlet.
- Weronika Lizakowska (* 1998), Mittelstreckenläuferin